# 동부 표준시
| UTC−03:30 | 뉴펀들랜드 표준시 (†서머 타임일 때는 UTC−02:30) |
| UTC−04:00 | 대서양 표준시 (†서머 타임일 때는 UTC−03:00)     |
| UTC−05:00 | 동부 표준시 (†서머 타임일 때는 UTC−04:00)       |
| UTC−06:00 | 중부 표준시 (†서머 타임일 때는 UTC−05:00)       |
| UTC−07:00 | 산악 표준시 (†서머 타임일 때는 UTC−06:00)       |
| UTC−08:00 | 태평양 표준시 (†서머 타임일 때는 UTC−07:00)     |
| UTC−09:00 | 알래스카 표준시 (†서머 타임일 때는 UTC−08:00)   |
| UTC−10:00 | 하와이-알류신 표준시                            |

| UTC+10:00 | 차모로 표준시 |
| UTC−11:00 | 사모아 표준시 |

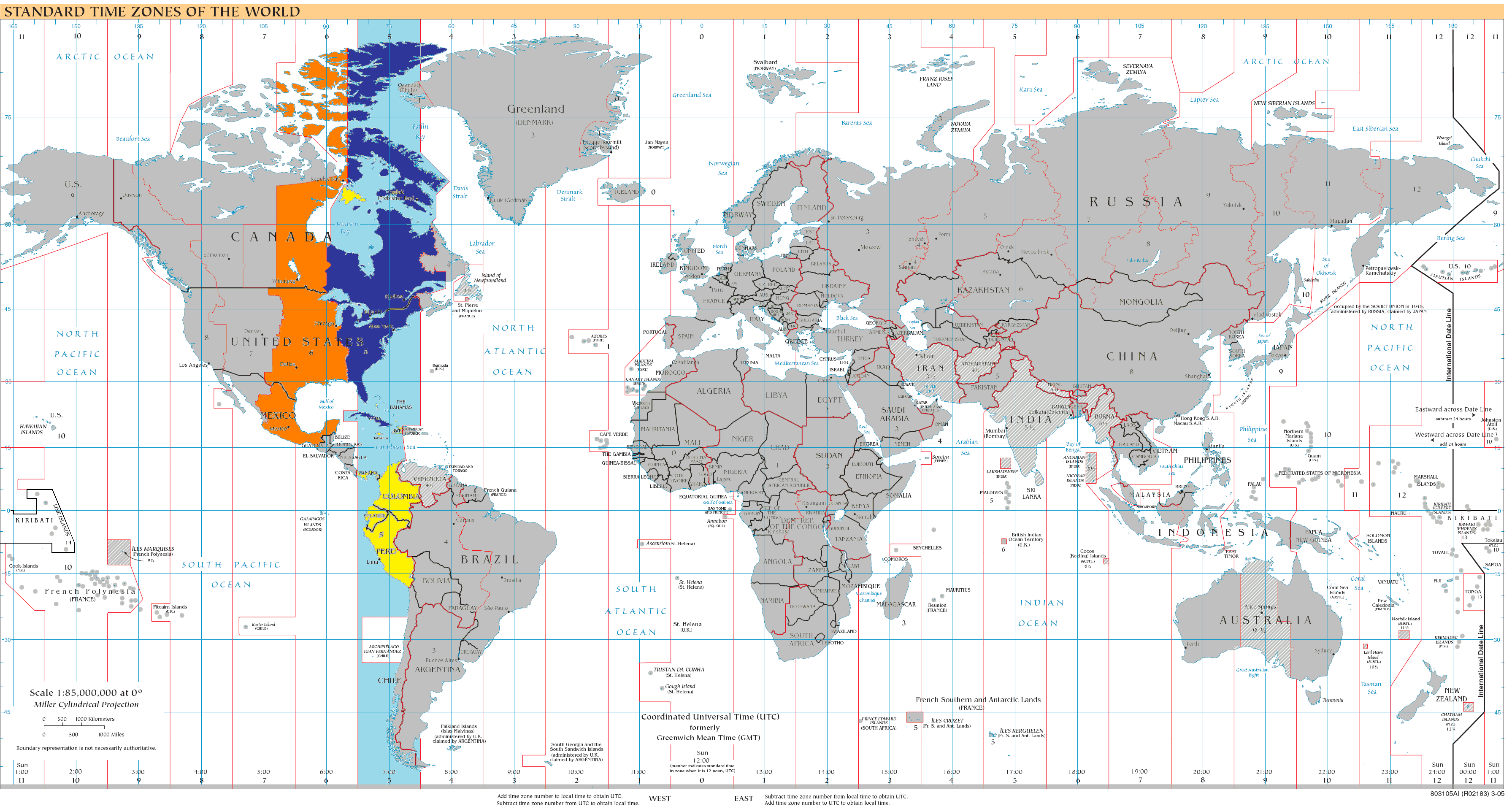

동부 표준시(東部標準時, Eastern Time Zone, ET)는 미국 동부와 캐나다, 멕시코의 일부에서 사용되는 표준시다. 일광 절약 시간제 중에는 UTC-04, 그 이외에는 UTC-05이다.
EST(Eastern Standard Time)는 표준시(가을/겨울)가 UTC-05:00일 때를 의미한다.
EDT(Eastern Daylight Time)는 일광 절약 시간 DST(봄/여름)로서 UTC-4:00일 때를 말한다.

## 적용지역
- 캐나다
- 누나부트 준주
- 온타리오와 퀘벡일부
- 미국 (전부적용되는 지역)
- 메인주
- 버몬트주
- 매사추세츠
- 코네티컷
- 로드아일랜드
- 오하이오
- 워싱턴 DC
- 메릴랜드
- 델라웨어
- 펜실베니아
- 뉴저지
- 뉴욕
- 버지니아 주
- 웨스트 버지니아 주
- 켄터키
- 노스캐롤라이나
- 사우스캐롤라이나
- 조지아주
- 미국 (일부적용되는 지역 일부지역은 중부표준시가 적용된다.)
- 미시간(위스콘신 접경지역 제외)
- 플로리다(아팔라치코라 만 서부제외)
- 인디애나주(북서부일부제외)
- 테네시(동부일부만 해당)

1. ↑  킨타나로오주한정